# 大豊インターチェンジ

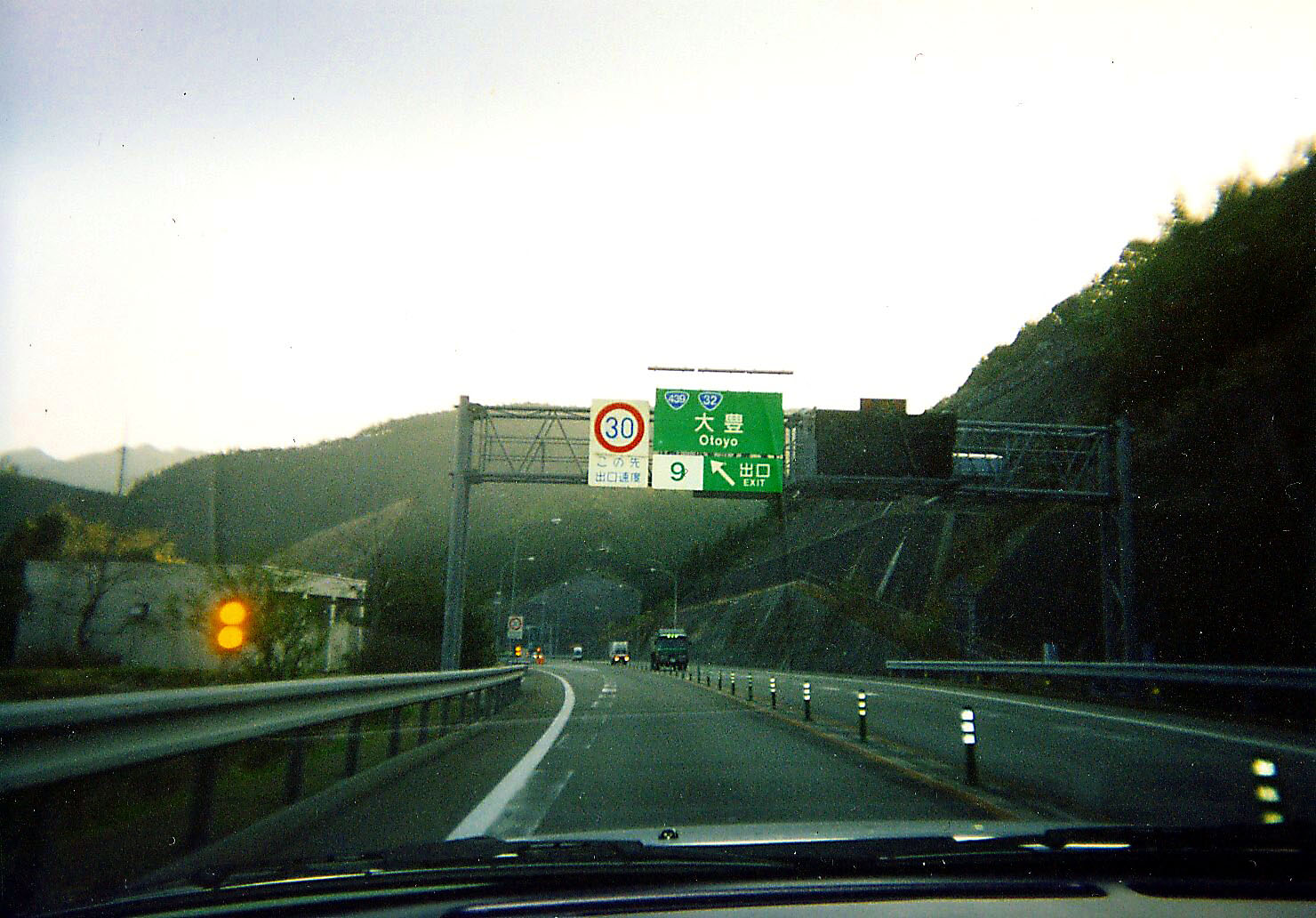
対面通行時代の大豊インターチェンジの高松・松山方面側出口付近

大豊インターチェンジ（おおとよインターチェンジ）は、高知県長岡郡大豊町にある高知自動車道のインターチェンジである。
本山町など嶺北地域一帯の入口となるインターチェンジであり、また高知自動車道の高知県側での最終ICでもある。

## 道路
- E32 高知自動車道（9番）

直接接続
- 国道439号

間接接続
- 国道32号
- 高知県道5号川之江大豊線

## 大豊バスストップ
- よさこい号 大阪梅田方面（阪急観光バス・とさでん交通）、一部便のみ停車。
- 龍馬エクスプレス 岡山駅方面（ジェイアール四国バス・とさでん交通・両備バス・下津井電鉄）、一部便のみ停車。
- 黒潮エクスプレス 高松駅方面（ジェイアール四国バス・とさでん交通・四国高速バス）、一部便のみ停車。

## 周辺
- 早明浦ダム
- 杉の大杉（日本一といわれる大杉）
- 美空ひばり歌碑
- 道の駅大杉
- 四国旅客鉄道（JR四国）土讃線・大杉駅（約2km）

## 料金所

### 入口
- ブース数：2
  - ETC専用：1
  - 一般：1

### 出口
- ブース数：2
  - ETC専用：1
  - 一般：1

## 隣
E32 高知自動車道
(8) 新宮IC - 馬立PA（上り線のみ） - 立川PA（下り線のみ） - (9) 大豊IC - (10) 南国IC